# Station Penkridge
Penkridge is een spoorwegstation van National Rail in South Staffordshire in Engeland. Het station is eigendom van Network Rail en wordt beheerd door West Midland Trains. 

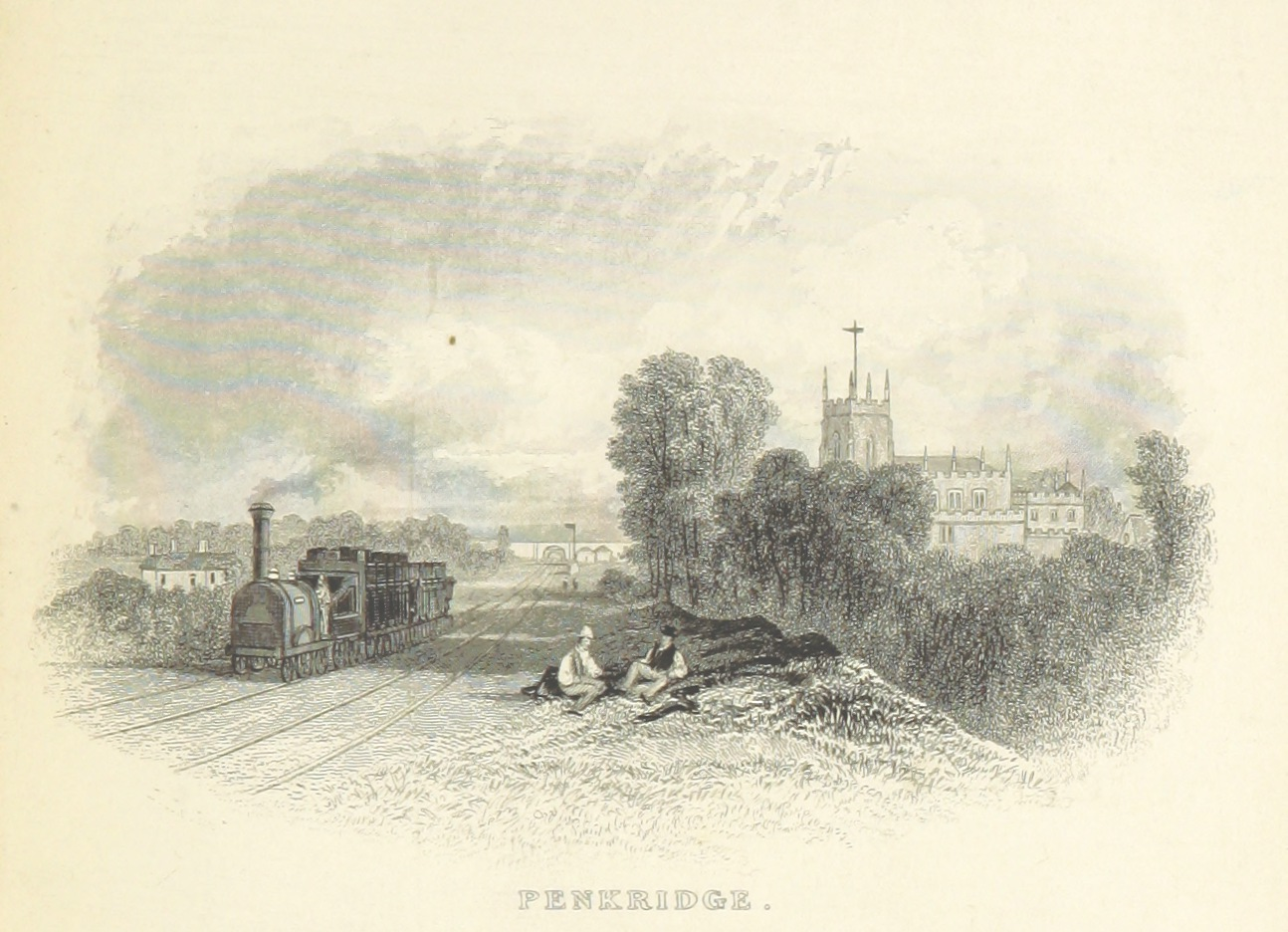
Station Penkridge, 1839